# Hnědák (kůň)

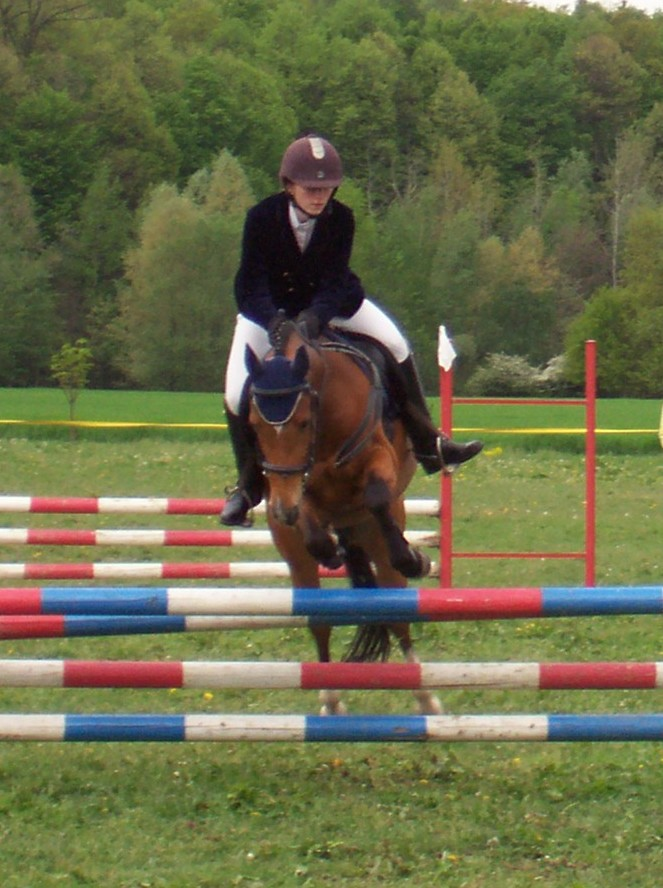
Světlý hnědák

Hnědák je jedno ze základních zbarvení koní. Srst je hnědá až červenohnědá po téměř černou; špičky uší, spodky končetin, hříva a ohon jsou vždy černé. Bílé odznaky na hlavě a nohách jsou povoleny.

## Odstíny hnědáků
- Světlý hnědák je světle hnědý, popřípadě žlutohnědý, mívá úzký úhoří pruh, bývá bez lesku. Na spodku končetin může mít hnědé chlupy, pak mluvíme o „zelených nohách“.
- Hnědák má červenohnědou srst, dříve se používal výraz „kaštanový“.
- Tmavý hnědák má srst tmavohnědou.
- Srnčí (šedý) hnědák je šedohnědý, mívá světleji zbarvenou hlavu. Našedlá srst se vyskytuje kolem očí, spodku břicha a v okolí slabin.
- Černý hnědák je skoro černý, pouze kolem huby a slabin má hnědé chlupy a vyniká leskem.

## Příklady plemen
Teplokrevníci, anglický plnokrevník, chladnokrevní koně